# Рёберно k-связный граф

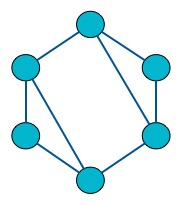
Пример двусвязного графа

Рёберно k-связный граф —  граф, который остаётся связным после удаления не более чем {\displaystyle k-1} рёбер.
Часто вместо рёберно k-связный граф, говорят k-связный граф.

## Формальное определение
Пусть {\displaystyle G=(V,E)} — любой граф.
Если {\displaystyle G^{\prime }=(V,E\setminus X)} связен для всех {\displaystyle X\subseteq E} при {\displaystyle |X|<k}, то {\displaystyle G} называется k-рёберно связен. 

### Замечания
- Если граф является рёберно k-связным, то он также и рёберно m-связен при всех m < k.
- Связный граф это то же, что и рёберно 1-связный граф.

## Свойства
- Минимальная степень вершин рёберно k-связного графа не меньше k.
- Критический граф с хроматическим числом >k является рёберно k-связным.

## Вычисление
Существует полиномиальный по времени алгоритм определения наибольшего k, для которого граф G является k-рёберно-связным. В качестве простого алгоритма можно использовать следующий: для любой пары вершин (u, v) определим максимальный поток из u в v с пропускной способностью всех рёбер, равной единице в обоих направлениях. Граф является k-рёберно-связным, тогда и только тогда, когда максимальный поток из u в v не меньше k для любой пары (u, v). Таким образом k является наименьшим u-v-потоком среди всех пар (u, v).
Если n — число вершин в графе, этот простой алгоритм работает за {\displaystyle O(n^{2})} итераций алгоритма максимального потока, который, в свою очередь, решает задачу нахождения потока за время {\displaystyle O(n^{3})}. Таким образом, общая сложность алгоритма равна {\displaystyle O(n^{5})}.
Улучшенный алгоритм решает задачу максимального потока для любой пары (u, v), где u — произвольная фиксированная вершина, а v пробегает все оставшиеся вершины. Этот алгоритм уменьшает сложность до {\displaystyle O(n^{4})}. Если существует разрез размером меньше k, он отделяет u от некоторых других вершин. Можно улучшить алгоритм, если применить алгоритм Габова, работающий за время {\displaystyle O(n^{3})}.
Связанная задача, нахождение минимального k-рёберно-связного подграфа графа G (то есть выбрать насколько можно мало рёбер из G, которые  образуют k-рёберно-связный подграф) является NP-трудной для {\displaystyle k\geq 2}.